# Verona van de Leur
Verona van de Leur (Gouda, 27 dicembre 1985) è un'ex ginnasta ed ex attrice pornografica olandese.
È una tra le ginnaste più decorate nella storia della ginnastica artistica dei Paesi Bassi, vice campionessa europea alla around e vice campionessa del mondo al corpo libero nel 2002.
Nello stesso anno è stata nominata "Sportiva dell'anno" nei Paesi Bassi.
Dopo essersi ritirata dall'attività sportiva nel 2008, ha iniziato a esibirsi in spettacoli per adulti via webcam e in film.

## Biografia
Nata nell'Olanda meridionale, ha iniziato a praticare ginnastica a 5 anni presso la palestra T.O.O.O.S. Waddinxveen. All'età di 9 anni ha iniziato ad allenarsi alla Pro Patria a Zoetermeer.
La sua prima apparizione nazionale è stata al Campionato nazionale olandese nel 2000, dove si è laureata campionessa olandese junior all-around e ha vinto tre finali di gara. Un anno dopo, nel 2001, è stata campionessa olandese all-around. Con la squadra olandese ha sorprendentemente conquistato il quinto posto nel Campionato del mondo a Gand.
Nel 2002 Van de Leur ha vinto cinque medaglie al Campionato europeo di Patrasso, in Grecia. La squadra olandese ha vinto la medaglia d'argento e Van de Leur ha vinto la medaglia d'argento nel concorso individuale alle spalle di Svetlana Khorkina; ha anche vinto un argento su trave e un bronzo al corpo libero. 
Ai campionati del mondo del 2002 di Debrecen, in Ungheria, nella finale a corpo libero si è laureata vice campionessa mondiale con 9,350 punti, alle spalle della spagnola Elena Gomez che ha vinto con 9,487. 
È stata eletta atleta olandese dell'anno 2002 e ancora una volta la sua squadra è stata nominata squadra sportiva dell'anno.
Van de Leur e Renske Endel sono stati convocate come riserve per i Mondiali del 2003 ad Anaheim, ma la squadra olandese non si è qualificata tra le prime dodici: pertanto, la ginnasta non si è qualificata per le Olimpiadi 2004 di Atene. In seguito sono sorti contrasti con il suo allenatore, che l'hanno portata a trasferirsi all'Hazenkamp di Nimega diretto da Boris Orlov. Nel 2007, Van de Leur ha vinto i Campionati olandesi all-around per la quarta volta. Ai Campionati nazionali di Nimega ha vinto anche l'oro su trave e corpo libero e il bronzo sulle parallele.
Il 19 giugno 2008 ha annunciato pubblicamente il suo ritiro dalla ginnastica: i conflitti con la Federazione olandese di ginnastica e la mancanza di motivazione, causata anche da una situazione problematica in casa, avrebbero avuto un ruolo importante nella sua decisione.
All'inizio del maggio 2011, Van de Leur è stata condannata per aver ricattato una coppia adultera che aveva seguito e ha scontato 72 giorni di carcere.
Alla fine dell'ottobre 2011, ha iniziato a lavorare come webcam girl, aprendo poi un suo sito web per adulti, esibendosi solo con il proprio compagno. Nel novembre 2019 ha annunciato l'intenzione di abbandonare l'industria del sesso.